# Россолински-Либе, Гжегож
Гжегож Россолински-Либе (нем. Grzegorz Rossoliński-Liebe, р. 1979) — немецко-польский историк, который специализируется на истории Холокоста, Центральной и Восточной Европы, фашизма, национализма, истории антисемитизма.

## Биография
В 1999—2005 годах изучал историю в Европейском университете Виадрина во Франкфурте-на-Одере, получил степень магистра. В 2007—2012 годах работал над диссертацией о Степане Бандере и ОУН в Альбертском университете в Канаде и Гамбургском университете, защитил её в июне 2012 года. Тема диссертации: «Степан Бандера: жизнь и посмертная судьба украинского фашиста». В 2012—2014 году работал в Свободном университете Берлина над темой о памяти о Холокосте в украинской диаспоре. Также работал исследователем в фонде Мемориала памяти убитых евреев Европы и Венском институте изучения истории Холокоста имени Визенталя.
Автор книги «Степан Бандера: жизнь и посмертная судьба украинского националиста: фашизм, геноцид и культ», которая получила положительные отзывы таких историков как Омер Бартов, Сюзан Хайм, Энтони Полонски, Джон-Пол Химка, Марк фон Хаген и Арнд Бауэркампер. Так, исследователь Холокоста, профессор Брауновского университета Омер Бартов назвал работу «важной, надёжно документированной и тщательно проработанной книгой».
В 2012 году украинские националисты сорвали его научные лекции в нескольких городах Украины, проводившиеся при поддержке немецкого посольства и Фонда Генриха Бёлля. Под охраной полиции Россолински-Либе был вынужден читать свою лекцию в посольстве Германии в Киеве, за оградой которого националистическая партия правого толка «Свобода» собрала кричащую толпу около ста человек. В ответ на угрозы и нападки на Россолински-Либе европейские учёные подписали петицию в защиту свободы слова.
В 2014—2018 годах Россолински-Либе занимался исследованиями сотрудничества поляков с Третьим германским рейхом во время Второй мировой войны.

## Публикации
- Collaboration, Complexity, and ‘Integrated History’: Jewish and German Historiographical Representations of Non-German Perpetrators during the Holocaust (англ.). academia.edu. Дата обращения: 14 июля 2025. Polin: Studies in Polish Jewry vol. 37 (2025). doi:10.3828/polin.2025.37.33.
- Bandera, Genocide, and Justice: Was Stepan Bandera Responsible for Crimes Committed by the OUN and the UPA? (англ.). academia.edu. Дата обращения: 14 июля 2025. Yad Vashem Studies vol. 51 no. 1 (2023): 89–117.
- "Putin s Abuse of History: Ukrainian Nazis Genocide and a Fake Threat Scenario". The Journal of Slavic Military Studies vol. 35 no. 1(2023): 1–19, doi:10.1080/13518046.2022.2058179.
- Ukrainian Nationalists and the Jews during the Holocaust in the Eyes of Anticommunist, Soviet, German, Jewish, Polish, and Ukrainian Historians: Transnational History and National Interpretations, MORESHET • VOL. 19 • 2022 (англ.). academia.edu. Дата обращения: 14 июля 2025.
- Kollaboration im Zweiten Weltkrieg und im Holocaust – Ein analytisches Konzept (нем.). academia.edu. Дата обращения: 14 июля 2025. Docupedia-Zeitgeschichte (2020) (in German). doi:10.14765/zzf.dok-1817.
- Survivor Testimonies and the Coming to Terms with the Holocaust in Volhynia and Eastern Galicia: The Case of the Ukrainian Nationalists". East European Politics and Societies and Cultures, vol. 43 (2020): 221–240, doi:10.1177/088832541983.
- Der europäische Faschismus und der ukrainische Nationalismus. Verflechtungen, Annäherungen und Wechselbeziehungen (нем.). academia.edu. Дата обращения: 14 июля 2025. [Европейский фашизм и украинский национализм: взаимосвязи, сближения и взаимозависимости]. Zeitschrift für Geschichtswissenschaft (in German) vol. 65  no. 2 (2017): 153–169.
- Ukraińska policja, nacjonalizm i zagłada Żydów w Galicji Wschodniej i na Wołyniu (пол.). academia.edu. Дата обращения: 14 июля 2025. Zagłada Żydów. Studia i Materiały (in Polish) vol. 13 (2017): 57–79.
- (99+) Remembering and Forgetting the Past: Jewish and Ukrainian Memories of the Holocaust in Western Ukraine (англ.). academia.edu. Дата обращения: 14 июля 2025. Yad Vashem Studies vol. 43 no. 2 (2015): 13–50.
- "Stepan Bandera: The Life and Afterlife of a Ukrainian Nationalist: Fascism, Genocide, and Cult. Stuttgart: Ibidem Press 2014, ISBN 978-3-8382-0604-2.
- Erinnerungslücke Holocaust. Die ukrainische Diaspora und der Genozid an den Juden (нем.). academia.edu. Дата обращения: 14 июля 2025. Vierteljahrshefte für Zeitgeschichte (in German) vol. 62, no. 2 (2014): 397–430.
- Ukrainian Nationalists and the Jews during the Holocaust in the Eyes of Anticommunist, Soviet, German, Jewish, Polish, and Ukrainian Historians: Transnational History and National Interpretations, MORESHET • VOL. 19 • 2022 (англ.). academia.edu. Дата обращения: 14 июля 2025. [Ход и исполнители Львовского погрома лета 1941 года - современное состояние исследований], Jahrbuch für Antisemitismusforschung [Ежегодник исследований по антисемитизму]vol. 22 (2013): 207—243.
- The "Ukrainian National Revolution" of 1941: Discourse and Practice of a Fascist Movement (англ.). academia.edu. Дата обращения: 14 июля 2025. // Kritika: Explorations in Russian and Eurasian History vol. 12, no. 1 (2011): 83—114.
- Celebrating Fascism and War Criminality in Edmonton. The Political Myth and Cult of Stepan Bandera in Multicultural Canada (англ.). kakanien-revisited.at. Дата обращения: 14 июля 2025. Kakanien Revisited 12 (2010): 1—16.
- Der polnisch-ukrainische Historikerdiskurs über den polnisch-ukrainischen Konflikt 1943-1947 (нем.). academia.edu. Дата обращения: 14 июля 2025. [Дискурс польско-украинских историков о польско-украинском конфликте 1943-1947 гг.] // Jahrbücher für Geschichte Osteuropas. 57 (2009): 54—85.
- "Die Stadt Lemberg in den Schichten ihrer politischen Denkmäler" [Город Львов в слоях его политических памятников.]. Ece-urban (The Online Publications Series of the Center for Urban History of East Central Europe), No. 6, Lviv, October 2009. (Ukrainian translation)
- Umbenennungen in der Ziemia Lubuska nach 1945 (нем.). academia.edu. Дата обращения: 14 июля 2025. [Переименование в Зиемию Любушку после 1945 года] // Terra Transoderana: zwischen Neumark und Ziemia Lubuska, ed. Bernd Vogenbeck (Berlin: Bebra 2008): 59—68.
- Der Raum der Stadt Lemberg in den Schichten seiner politischen Denkmäler (нем.). kakanien-revisited.at. Дата обращения: 14 июля 2025. [Пространство города Львова в слоях его политических памятников]. Kakanien Revisited 12 (2009): 1—21.
- "Bandera und Nikifor — zwei Modernen in einer Stadt. Die ‘nationalbürgerliche‘ und die ‘weltbürgerliche‘ Moderne in Lemberg" [Бандера и Никифор - два модерниста в одном городе. Модернизм «национально-буржуазный» и «космополитический» во Львове] // Eine neue Gesellschaft in einer alten Stadt, ed. Lutz Henke, Grzegorz Rossoliński, and Philipp Ther (Wrocław: ATUT, 2007): 109—124.

На русском языке
- Степан Бандера: жизнь украинского революционного ультранационалиста и память о нём, 1909—2009 гг. (конспект лекции, прочитанной в посольстве ФРГ в Украине (г. Киев) 1 марта 2012 г.) // ОУН и УПА. Исследования о создании исторических мифов. Сборник статей. К.: Золотые Ворота, 2012. ISBN 978-966-2246-16-2.